# Eutolmus montanus
Eutolmus montanus là một loài ruồi trong họ Asilidae. Eutolmus montanus được Lehr miêu tả năm 1984. Loài này phân bố ở vùng Cổ Bắc giới.